# París-Roubaix 1971
La 69.ª edición de la París-Roubaix tuvo lugar el 18 de abril de 1971 y fue ganada en solitario por el belga Roger Rosiers.

## Clasificación final
| Posición | Ciclista            | Equipo                   | Tiempo     |
| -------- | ------------------- | ------------------------ | ---------- |
| 1        | Roger Rosiers       | Bic                      | 6h 17' 53" |
| 2        | Herman Van Springel | Molteni-Arcore           | + 1' 26"   |
| 3        | Marino Basso        | Molteni-Arcore           | m. t.      |
| 4        | Jan Janssen         | Bic                      | m. t.      |
| 5        | Eddy Merckx         | Molteni-Arcore           | m. t.      |
| 6        | Eric Leman          | Flandria-Mars            | m. t.      |
| 7        | Roger de Vlaeminck  | Flandria-Mars            | m. t.      |
| 8        | Felice Gimondi      | Salvarani                | m. t.      |
| 9        | Eric De Vlaeminck   | Flandria-Mars            | + 4' 26"   |
| 10       | Georges Pintens     | Hertekamp-Magniflex-Novy | m. t.      |